# Fondor
Fondor ist ein Universalwürzmittel von Maggi (seit 1947 eine Marke der Nestlé AG), das 1954 in gelb-roten Streuern als Kopie von Aromat auf den Markt gebracht wurde. Es wird neben dem deutschsprachigen Raum auch in Brasilien und Südafrika vertrieben.
Seit 2002 gibt es mit Kräuter-Fondor eine Variante mit getrockneten Kräutern. Für die Gastronomie gibt es eine Großpackung mit 1 kg, sowie seit 2005 Mega Fondor als Granulat in Großpackungen von 900 g und 12 kg.

## Zusammensetzung
Hauptbestandteile sind Jodsalz, Stärke und Glutamat, ein Geschmacksverstärker. Dazu kommen Palmfett, Gewürze und Gewürzextrakte, die auch Würze enthalten.
Nach verschiedenen Herstellerangaben enthält Fondor etwa 15 % Eiweiß, 21 % Kohlenhydrate (davon 0–0,5 % Zucker), 4 % Fett (davon ca. 2,5 % gesättigte Fettsäuren), 0–0,5 % Ballaststoffe und 59 % Salz.